# Садибний будинок (вулиця Шевченка, Чернігів)
Садибний будинок — пам'ятка архітектури місцевого значення у Чернігові. Наразі у будівлі розміщується художня галерея Чернігівської обласної бібліотеки для юнацтва.

## Історія
Рішенням виконкому Чернігівської обласної ради народних депутатів від 28 квітня 1987 року № 119 надано статус «пам'ятник архітектури місцевого значення» з охоронним № 37-Чг під назвою «Садибний будинок».
Будівля має власну «територію пам'ятника» та розташована у «комплексній охоронній зоні» (яка також включає іншу пам'ятку архітектури — Будинок В. В. Тарновського — та два історичні будинки № 52 та 56), за правилами забудови та використання території. На будівлі встановлено інформаційну дошку.

## Опис
Будинок був збудований наприкінці XIX століття у стилі модерн на східній околиці Чернігова — на розі вулиць Смоленська (зараз вулиця Шевченка) та Стороженківська (зараз вулиця Павлова). Одноповерховий, дерев'яний на цегляному фундаменті, чотириконний фасад, прямокутний у плані будинок з горищем. Симетричність фасаду підкреслює ризаліт, що виступає за основну лінію фасаду, над яким височить мезонін (надбудова-світлянка). Вхідні двері із заскленою фрамугою (верхньою та двома бічними) та накладним дерев'яним різьбленням над ними, з козирком, прикрашеним художнім литтям, до якого ведуть сходи. Немає характерного для XIX століття різьбленого дерев'яного карнизу, натомість окрасою служать дерев'яні різьблені кронштейни (консолі); у мезоніні кронштейни на всю його висоту. Фасад направлений на вулицю Павлова. Фасад прикрашений пілястрами, вікна — дерев'яними трикутними фронтонами та віконницями, у тимпані фронтону декор — різьблення рослинного характеру.
Першим відомим історикам власником будинку на початку XX століття була Євдокія Свічина. У період 1911—1917 років будинок належав Івану Свідерському, який його здавав в оренду для повітового поліцейського управління: 4-кімнатний флігель, що з'єднується з дерев'яним житловим будинком, дві кімнати будинку, комора, де було облаштовано архів, окремо розташований сарай для дров. Орендарями будинок усередині був перебудований: переобладнали топки печей, щоб топити з приміщення орендарів, було закладено входи між орендованою та основною частинами будинку. 1917 року будинок був націоналізований. Використовувався як житловий будинок.
У період 1944—1978 років у будинку розміщувалася експозиція історичного музею, присвячена «Жовтневій революції» та «Великій Вітчизняній війні»; інша експозиція була розташована в будинку № 63. Потім у 1979 році історичний музей повернувся до будівлі, де розміщувався у довоєнний період. До початку 1980-х років тут розміщувався дитячий садок, потім методичний центр. Згодом у будівлі розмістився Чернігівський будинок народної творчості, створений у 1979 році на базі Чернігівського обласного центру народної творчості та культурно-освітньої роботи (1939 рік). Було перетворено на Чернігівський обласний навчально-методичний центр культури та мистецтв.
Наразі розміщується художня галерея Чернігівської обласної бібліотеки для юнацтва.
З південного боку (вулиці Шевченка) примикає об'єм (прибудова) із входом. З боку вулиці Шевченка розташована ялинова алея — пам'ятка природи.